# Touhou Hisoutensoku
Touhou Hisoutensoku ~ Chōdokyū Ginyoru no Nazo wo Oe (東方非想天則 〜 超弩級ギニョルの謎を追え?) es un videojuego de lucha en el que hace parte de la serie de Touhou Project. El juego, de Twilight Frontier y Team Shanghai Alice, se puede jugar como un juego independiente o como un paquete de expansión para el anterior juego de lucha Scarlet Weather Rhapsody. En el Touhou Project en general, está etiquetado como el 12.3º juego de Touhou.

## Jugabilidad
Touhou Hisoutensoku se mantuvo fiel a sus predecesores en el sentido de que retuvo la mayor parte del sistema básico y los movimientos del Immaterial . Los proyectiles siguen siendo la característica principal de ataque, el pastoreo sigue siendo una forma eficaz de evasión y el clima cambiante afecta a todos los partidos. Además, Touhou Hisoutensoku agregó algunas nuevas tarjetas de hechizos y un sistema meteorológico para que los personajes cambien el rumbo de la batalla. Touhou Hisoutensoku también proporciona soporte integrado para juegos multijugador a través de Internet como su predecesor.
Los personajes de Scarlet Weather Rhapsody se pueden jugar en Touhou Hisoutensoku si el jugador también posee ese juego en la misma computadora. Los personajes importados tienen nuevos movimientos y un nuevo diálogo ganador en los modos arcade y versus, aunque no tienen una historia asociada con Touhou Hisoutensoku.

### Sistema de baraja de cartas
Casi idéntico a Scarlet Weather Rhapsody, Touhou Hisoutensoku permite al jugador armar un "mazo" de 20 cartas. Las cartas están disponibles para su uso en juego a medida que el jugador inflige o recibe daño. Se pueden obtener nuevas cartas de a través de varias acciones en el juego (como derrotar a un oponente).
Las cartas se dividen en tres categorías: cartas de sistema, cartas de habilidad y cartas de hechizo. Las cartas del sistema incluyen bombas (como en Immaterial , derriba al enemigo), cambio de clima y otras opciones misceláneas. Las cartas de habilidad mejoran los ataques especiales para hacer más daño, permiten al jugador obtener ataques especiales alternativos o ambos. Las Cartas Mágicas son ataques poderosos que funcionan automáticamente una vez activados. El montaje adecuado de los mazos de cartas de acuerdo con el estilo del jugador es clave para dominar el juego, ya que los mazos limitan lo que los personajes pueden hacer durante una partida.
Una desviación de Scarlet Weather Rhapsody son las tarjetas del sistema personalizadas, cada una asociada con un personaje. Estos reemplazan las tarjetas del sistema de Scarlet Weather Rhapsody.

### Tiempo
El clima cambia durante un partido, lo que somete a los dos combatientes a alguna desventaja según el clima, como se enumera a continuación. No hay efectos climáticos en el modo Historia, a diferencia de Scarlet Weather Rhapsody . Se introducen cinco climas adicionales en este juego, junto con modificaciones de algunos antiguos.
| Tiempo                                | Asociado con          | Efecto |
| ------------------------------------- | --------------------- | --- |
| Temperamento 気質                     | N/A                   | Ningún efecto hasta que el temporizador llega a 100. |
| Soleado 快晴                          | Reimu Hakurei         | Border Escapes son gratuitos, el costo del vuelo se reduce a la mitad. |
| Llovizna 霧雨                         | Marisa Kirisame       | Aumenta el daño de las cartas de hechizo. |
| Nublado 曇天                          | Sakuya Izayoi         | Disminuye el costo de la tarjeta de hechizo en 1; aumenta la velocidad a la que se llena el indicador de hechizos. El efecto del clima termina si se usa cualquier carta. |
| Cielo azul 蒼天                       | Youmu Konpaku         | Los ataques especiales se pueden cancelar en otros ataques especiales. Cada ataque especial cancelado en solo cuesta la mitad de un orbe espiritual.                      |
| Salve 雹                              | Alice Margatroid      | La velocidad de recuperación de Spirit Orb se duplica, aumenta el daño de los especiales de tipo bala.                                                                    |
| Spring Haze 花曇                      | Patchouli Knowledge   | Los ataques cuerpo a cuerpo se pueden rozar, a costa de espíritu. |
| Niebla densa 濃霧                     | Remilia Scarlet       | Infligir daño a un oponente restaura un poco de salud al jugador. |
| Nieve 雪                              | Yuyuko Saigyouji      | Golpear a un oponente hará que pierda parte de su medidor de cartas. Las cartas perdidas de esta manera se devuelven al mazo del jugador.                                 |
| Duchas de sol 天気雨                  | Yukari Yakumo         | Los ataques cuerpo a cuerpo bloqueados incorrectamente dan como resultado un aplastamiento instantáneo de la guardia.                                                     |
| Espolvorear 疎雨                      | Suika Ibuki           | Todos los movimientos especiales y los movimientos de Skillcard se actualizan al nivel 4.                                                                                 |
| Tempestad 風雨                        | Aya Syameimaru        | Aumento de la velocidad al caminar y correr; máximo de airdashes / moscas permitido aumentado en uno.                                                                     |
| Vapor de montaña 晴嵐                 | Reisen Udongein Inaba | La mano de la tarjeta mágica está oculta y aleatoria. El efecto del clima termina si se usa una carta.                                                                    |
| Niebla del río 川霧                   | Komachi Onoduka       | Hace que la distancia entre jugadores oscile. |
| Tifón 台風                            | Iku Nagae             | Los personajes obtienen superarmor y no entrarán en hitstun, y también perderán la capacidad de bloquear.                                                                 |
| Aurora 極光                           | Tenshi Hinanai        | Causa un efecto meteorológico aleatorio. |
| Calma 凪                              | Sanae Kochiya         | Golpear al oponente hará que un foco de curación caiga sobre el jugador.                                                                                                  |
| Polvo de diamante ダイヤモンド ダスト | Cirno                 | Groundteching está deshabilitado; los personajes derribados reciben daño al ponerse de pie.                                                                               |
| Tormenta de polvo 黄砂                | Hong Meiling          | Los ataques inducen un estado de contraataque. |
| Sol abrasador 烈日                    | Utsuho Reiuji         | Cuando está alto en el aire, la potencia aumenta, pero la salud disminuye gradualmente.                                                                                   |
| Monzón 梅雨                           | Suwako Moriya         | Los ataques inducen golpes de tierra / golpes de pared. |

## Trama
Se ve a un gigante misterioso deambulando por Gensokyo. Puede aparecer repentinamente y puede desaparecer repentinamente aparentemente sin dejar rastro. Todos los que lo ven se vuelven curiosos y se preguntan sobre la verdad detrás de esta extraña vista. Sanae Kotiya, Cirno y Hong Meiling tienen sus propios miedos y sueños sobre el gigante, y cada uno se lanza en busca de este monstruo errante.
Explorando el Bosque de la Magia, la Mansión del Diablo Escarlata y el subterráneo, las heroínas enfrentan muchos desafíos y obstáculos en su búsqueda de un misterio que es mucho más profundo de lo que parece.

## Personajes
Como juego independiente, Touhou Hisoutensoku solo presenta un total de 9 personajes (incluido el pez gato gigante). Combinado con los personajes de Scarlet Weather Rhapsody, el juego tiene un total de 20 personajes.
- Sanae Kochiya (東風 谷 早苗) - La sacerdotisa del Santuario Moriya. Ella es una de las personas que notó al Hisoutensoku moviéndose por toda Gensokyo.
- Cirno (チ ル ノ) - La hada de hielo del Lago Brumoso. Ella pensó que la cosa gigante que vio era el gran yōkai Daidarabocchi.
- Hong Meiling (紅 美 鈴) - El guardián de la puerta de la Mansión Scarlet Devil. Sueña que el pez gato gigante es la sombra gigante y el que quiere que sus poderes regresen a la tierra y causen destrucción.
- Reimu Hakurei (博麗 霊 夢) - La miko del Santuario Hakurei.
- Marisa Kirisame (霧 雨 魔 理 沙) - Una maga que vive en el Bosque de la Magia y le hizo una broma a Cirno.
- Utsuho Reiuji (霊 烏 路 空) - El operador de la instalación nuclear en el Infierno de las Llamas Ardientes.
- Patchouli Knowlegde (パ チ ュ リ ー ・ ノーレッジ) - La ratona de biblioteca residente de la Mansión Scarlet Devil.
- Alice Margatroid (ア リ ス ・ マ ー ガトロイド) - Una maga titiritera que también vive en el Bosque de la Magia. Estaba experimentando con títeres del tamaño de un Goliat, lo que llamó la atención de Cirno. Ella es la última jefa en la ruta de Cirno.
- Suwako Moriya (洩矢諏訪子) - Una de las diosas del Santuario Moriya y el último jefe en la ruta de Sanae.

## Desarrollo
Al igual que con Immaterial and Missing Power y Scarlet Weather Rhapsody , ZUN del Team Shanghai Alice solo hizo partes del juego, mientras que Twilight Frontier hizo la mayor parte de la creación del juego. ZUN, además de supervisar todo el desarrollo, también proporcionó la historia, nuevos diseños de personajes, nombres de tarjetas de hechizos y tres nuevas pistas musicales para el juego. La versión completa fue lanzada en Comiket 76 el 15 de agosto de 2009.
A diferencia de la línea principal de juegos de Touhou, donde la obra de arte del personaje es dibujada por ZUN, los sprites de los personajes de diálogo y la obra de arte final en Touhou Hisoutensoku son dibujados por Alphes del equipo de Twilight Frontier, como es el caso de Immaterial and Missing Power y Scarlet Weather Rhapsody.

## Banda sonora
La banda sonora del juego fue compilada en un álbum llamado Thermonuclear Deity Hisoutensoku ~ Touhou Hisoutensoku ORIGINAL SOUND TRACK (核熱造神ヒソウテンソク 東方非想天則 ORIGINAL SOUND TRACK?), vendido por primera vez en Comiket 77 el 30 de diciembre de 2009.